# 계산초등학교
계산초등학교(溪山初等學校)는 대한민국 전라남도 강진군에 있는 공립 초등학교이다.

## 학교 연혁
- 1950년 6월5일
개교

## 참고 자료
- 계산초등학교 - 한국교육학술정보원 학교알리미